# Troféu Internet de 2005
O Troféu Internet de 2005, que premiou os melhores artistas da televisão e da música brasileira do ano de 2004, ocorreu em 31 de julho de 2005.
Os vencedores foram anunciados durante a 45ª edição do Troféu Imprensa, transmitida pelo SBT em 31 de julho de 2005, e apresentado por Silvio Santos. Os resultados foram definidos por 96 mil internautas.
A cantora Pitty, vencedora da categoria "Revelação do Ano", só foi receber seu prêmio no ano de 2011.

## Vencedores
| Melhor Programa de TV                           | Melhor Programa de Auditório                       |
| ----------------------------------------------- | -------------------------------------------------- |
| Pânico na TV                                    | Domingo Legal                                      |
| Melhor Programa Infantil                        | Melhor Programa Humorístico                        |
| Bom Dia & Cia                                   | A Diarista                                         |
| Melhor Programa de Entrevistas                  | Melhor Programa Jornalístico                       |
| Programa do Jô                                  | Fantástico                                         |
| Melhor Telejornal                               | Melhor Apresentador(a) de Telejornal               |
| Jornal Nacional                                 | William Bonner                                     |
| Melhor Animador / Apresentador                  | Melhor Animadora / Apresentadora                   |
| Silvio Santos                                   | Hebe Camargo                                       |
| Revelação do Ano                                | Melhor Novela                                      |
| Pitty                                           | Senhora do Destino                                 |
| Melhor Ator                                     | Melhor Atriz                                       |
| José Wilker (como Giová, de Senhora do Destino) | Renata Sorrah (como Nazaré, de Senhora do Destino) |
| Melhor Cantor                                   | Melhor Cantora                                     |
| Daniel                                          | Ivete Sangalo                                      |
| Melhor Conjunto Musical                         | Melhor Música                                      |
| Banda Calypso                                   | "Vou Deixar" - Skank                               |
| Melhor Locutor Esportivo                        | Melhor Comercial                                   |
| Galvão Bueno                                    | Skol                                               |